# Moreland, Idaho
Moreland är en så kallad census-designated place i Bingham County i Idaho. Vid 2010 års folkräkning hade Moreland 1 278 invånare.